# Al-Watani Tabuk
Maillots
Le Al Watani (en arabe : نادي الوطني) est un club saoudien de football fondé en 1959 et basé dans la ville de Tabuk.

## Biographie
Le club dispute le championnat de première division pour la première fois lors de la saison 2007-2008. 
Après trois saisons, Al Watani est relégué en deuxième division, championnat qu'il dispute lors de la saison 2011-2012.

## Palmarès
| Compétitions nationales                                        |
| -------------------------------------------------------------- |
| - Championnat d'Arabie saoudite D2 (1) : - Champion : 2006-07. |